# Vladimir Siversen
Vladimir Fedorovitch Siversen, né en 1873 et mort à une date inconnue, est un directeur de la photographie russe d'origine allemande, également scénariste et réalisateur.

## Biographie
D'origine allemande, ingénieur de formation, Vladimir Siversen fonde à Moscou en 1905 la compagnie Gaumont et Siversen, qui réalise la substitution des intertitres des films muets de la filmothèque Gaumont dans la langue russe. Lorsque Gaumont commence à traduire ses propres films, Gaumont et Siversen met la clé sous la porte. Elle est alors achetee par Alexandre Khanjonkov qui crée sur sa base la compagnie de distribution cinématographique Khanjonkov & C° qui se trouve alors dans le Savvinskoïe Podvorïe. En 1906, Khanjonkov se tourne vers la production. Vladimir Siversen devient son premier directeur de la photographie. Ils débutent avec la comédie Palotchkine et Galotchkine (Палочкин и Галочкин) en 1907, qui est perdu par la suite. Mais on apprend des mémoires de Khanjonkov Les premières années de la cinématographie russe (1937) qu'à cause d'un mauvais réglage dû à l'inexpérience de Siversen, le haut du cadre a malheureusement tronqué les têtes des personnages. Ils enchaînent avec le Drama v tabore podmoskovnykh tsygan [Drame dans le camp gitan près de Moscou] l'année suivante.
En 1909, avec la participation de Siversen sont réalisés Le Chant de marchand Kalachnikov, Mariage russe du XVIe siècle, Vanka-klioutchnik, L'Inondation à Moscou, Les Âmes mortes, Enchanteresse. Toutefois, son niveau professionnel de l'autodidacte ne satisfait plus Khanjonkov qui, en 1910, fait appel à Louis Forestier pour le remplacer. Désormais Siversen ne s'occupe que du développement technique. Il travaillera pour Khanjonkov jusqu'au début de la Première Guerre mondiale.
Au début de la guerre mondiale, il est déporté dans le gouvernement d'Oufa comme la plupart de personnalités d'origine allemande. En 1918, il réussit à retourner en Allemagne, où il continue de travailler pour l'industrie du cinéma. Siversen devient le directeur de la photographie chez Dmitri Kharitonov (ru) à Berlin et participe au tournage du Cadavre vivant (Zhivoi trup) de Czesław Sabinsky en 1918, Doubrovski de Piotr Tchardynine, sorti en 1921 et de Psicha de Nikolaï Malikov sorti en 1923. Sa trace se perd ensuite.

## Filmographie

### Comme directeur de la photographie
- 1908 : Drame dans le camp gitan près de Moscou (également scénariste et réalisateur)
- 1909 : Les Âmes mortes de Piotr Tchardynine (photographie)
- 1909 : Mazeppa (Мазепа) de Vassili Gontcharov
- 1918 : Tais-toi, ma tristesse, tais-toi de Piotr Tchardynine